# جی‌پی مورگان
جان پیرپونت مورگان (به انگلیسی: J.P.Morgan) یک سرمایه‌دار، بانکدار، خَیر، و مجموعه‌دار هنری آمریکایی بود، که در طی عصر طلایی، بر امور مالی شرکت‌ها در وال استریت تسلط داشت. او در ۱۸۹۲ موجب ادغام ادیسون، جنرال الکتریک و تامسن-هیوستون الکتریک کامپنی برای تشکیل جنرال الکتریک شد. وی بنیانگذار شرکت یو.اس. استیل و بانک جی‌پی مورگان چیس بود و به عنوان رئیس شرکتی بانکی که در نهایت با نام جی پی مورگان اند کو شناخته شد، عامل محرک پشت موج تحکیم صنعتی در ایالات متحده بود که در اواخر قرن نوزدهم و اوایل قرن بیستم به طول انجامید.
در طول دوران حرفه ای خود در وال استریت، جی پی. مورگان پیشگام تشکیل چندین شرکت برجسته چند ملیتی از جمله یو.اس. استیل، اینترنشنال هاروستر و جنرال الکتریک بود. او و شرکای خود همچنین کنترل بسیاری از مشاغل آمریکایی از جمله ای‌تی‌اندتی، وسترن یونیون و ۲۴ راه‌آهن را کنترل کردند. به دلیل تسلط مالی، مورگان تأثیر بسیار زیادی بر قانونگذاران و امور مالی کشور داشت. در طول وحشت ۱۹۰۷، او ائتلافی از سرمایه داران را ترتیب داد که اقتصاد آمریکا را از سقوط نجات داد.
به عنوان سرمایه‌گذار پیشرو عصر ترقی خواهی، جی.پی. مورگان به کارایی و نوسازی اقتصاد آمریکا کمک کرد تا شکل آن را تغییر دهد. آدریان وولدریج، مورگان را به عنوان «بزرگترین بانکدار» آمریکا توصیف کرده‌است. مورگان در سال ۱۹۱۳ در سن ۷۵ سالگی در رم ایتالیا درگذشت و ثروت و تجارت خود را به پسرش، جان پیرپونت مورگان جونیور واگذار کرد. زندگینامه نویس رون چرنوو ثروت او را ۸۰ میلیون دلار (معادل ۱٫۲ میلیاردر دلار در سال ۲۰۱۹) برآورد کرده، ارزش خالصی که گویا جان دی راکفلر را برانگیخت تا بگوید: «و فکر که می‌کنم، می‌بینم او حتی یک مرد ثروتمند هم نبود.»